# Ų̈
Ų̈ (minuscule : ų̈), appelé U tréma ogonek, est une lettre latine utilisée dans l’écriture du tutchone du Sud.
Il s’agit de la lettre U diacritée d’un tréma et d’un ogonek.

## Usage informatique
Le U tréma ogonek peut être représenté avec les caractères Unicode suivants : 
- précomposé et normalisé NFC (latin étendu A, diacritiques) :

| formes    | représentations | chaînes de caractères | points de code | descriptions                                       |
| --------- | --------------- | --------------------- | -------------- | -------------------------------------------------- |
| capitale  | Ų̈               | Ų◌̈                    | U+0172 U+0308  | lettre majuscule latine u ogonek diacritique tréma |
| minuscule | ų̈               | ų◌̈                    | U+0173 U+0308  | lettre minuscule latine u ogonek diacritique tréma |

- décomposé et normalisé NFD (latin de base, diacritiques) :

| formes    | représentations | chaînes de caractères | points de code       | descriptions                                                   |
| --------- | --------------- | --------------------- | -------------------- | -------------------------------------------------------------- |
| capitale  | Ų̈               | U◌̨◌̈                   | U+0055 U+0328 U+0308 | lettre majuscule latine u diacritique ogonek diacritique tréma |
| minuscule | ų̈               | u◌̨◌̈                   | U+0075 U+0328 U+0308 | lettre minuscule latine u diacritique ogonek diacritique tréma |